# لیلیان رندولف
لیلیان رندولف (انگلیسی: Lillian Randolph؛ ۱۴ دسامبر ۱۸۹۸ – ۱۲ سپتامبر ۱۹۸۰) یک هنرپیشه اهل ایالات متحده آمریکا بود. وی بین سال‌های ۱۹۳۱ تا ۱۹۷۹ میلادی فعالیت می‌کرد.